# 정소리
정소리(1998년 6월 2일 ~ )는 대한민국의 배우이자 국악인이다. 2016년 7월 7일에 너의 목소리가 보여 시즌3에 참가하여 호평을 받았다. 2018년 8월 개봉한 영화 "공작"에 이홍설역으로 출연했다.

## 출연작

### 영화
| 연도 | 제목        | 역할      | 비고 |
| ---- | ----------- | --------- | ---- |
| 2018 | 공작        | 이홍설    |      |
| 2022 | 헤어질 결심 | PC방 알바 |      |
| 2022 | 카터        | 한정희    |      |

### 드라마
| 연도 | 방송사     | 제목                                | 역할     | 비고   |
| ---- | ---------- | ----------------------------------- | -------- | ------ |
| 2019 |            | 구미호 카페                         | 여희     |        |
| 2020 | tvN D      | 캐스트: 인싸 전성 시대              | 채예진   |        |
| 2021 | 넷플릭스   | 무브 투 헤븐: 나는 유품정리사입니다 | 김간호사 |        |
| 2023 | U+모바일tv | 밤이 되었습니다                     | 김소미   | 12부작 |
| 2024 | MBC        | 밤에 피는 꽃                        | 석재이   | 12부작 |

## 경력
2018 밀양 아리랑 대축제 폐막 공연 출연